# Kazimierz Ostaszewski

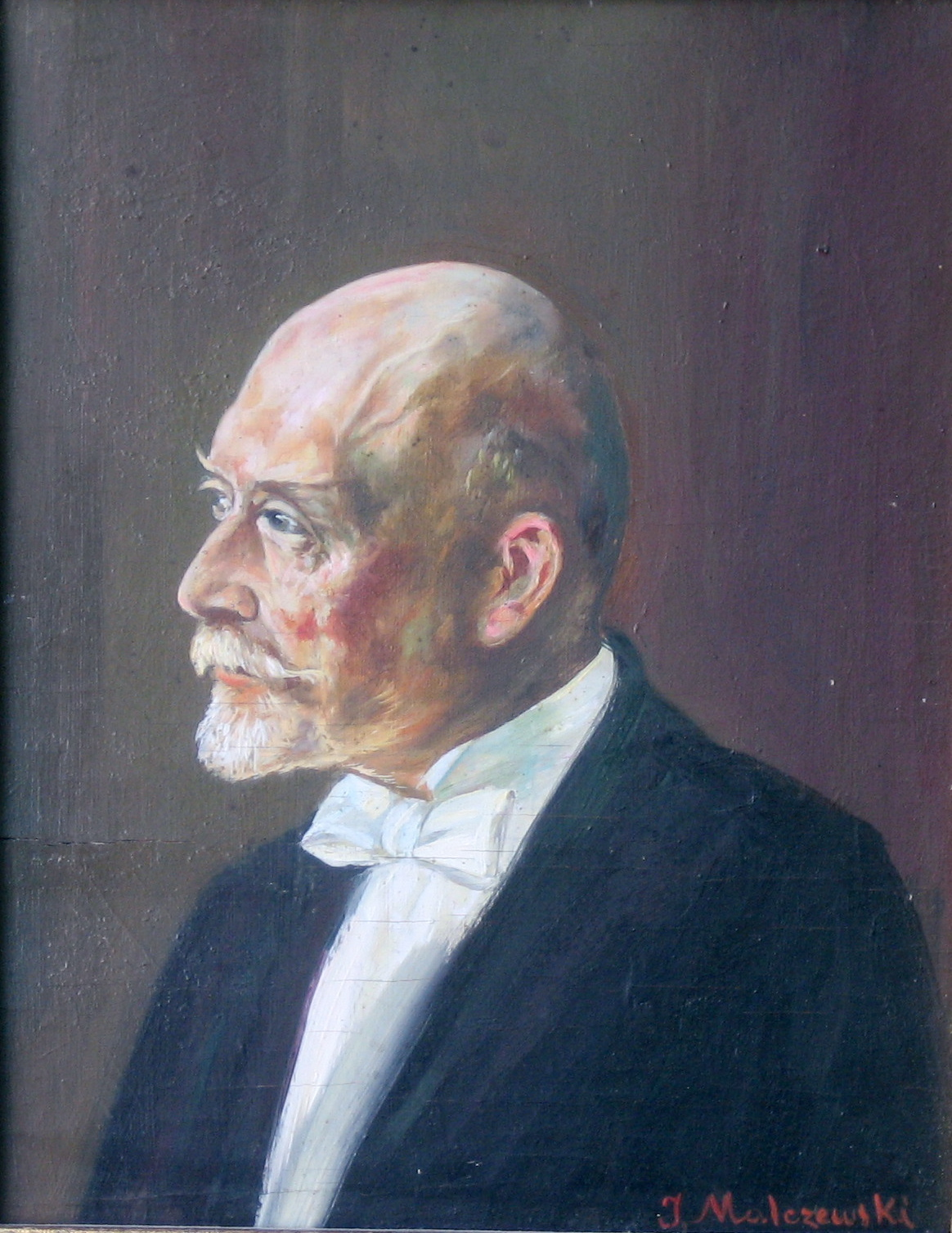
Kazimierz Ostaszewski na portrecie J.Malczewskiego

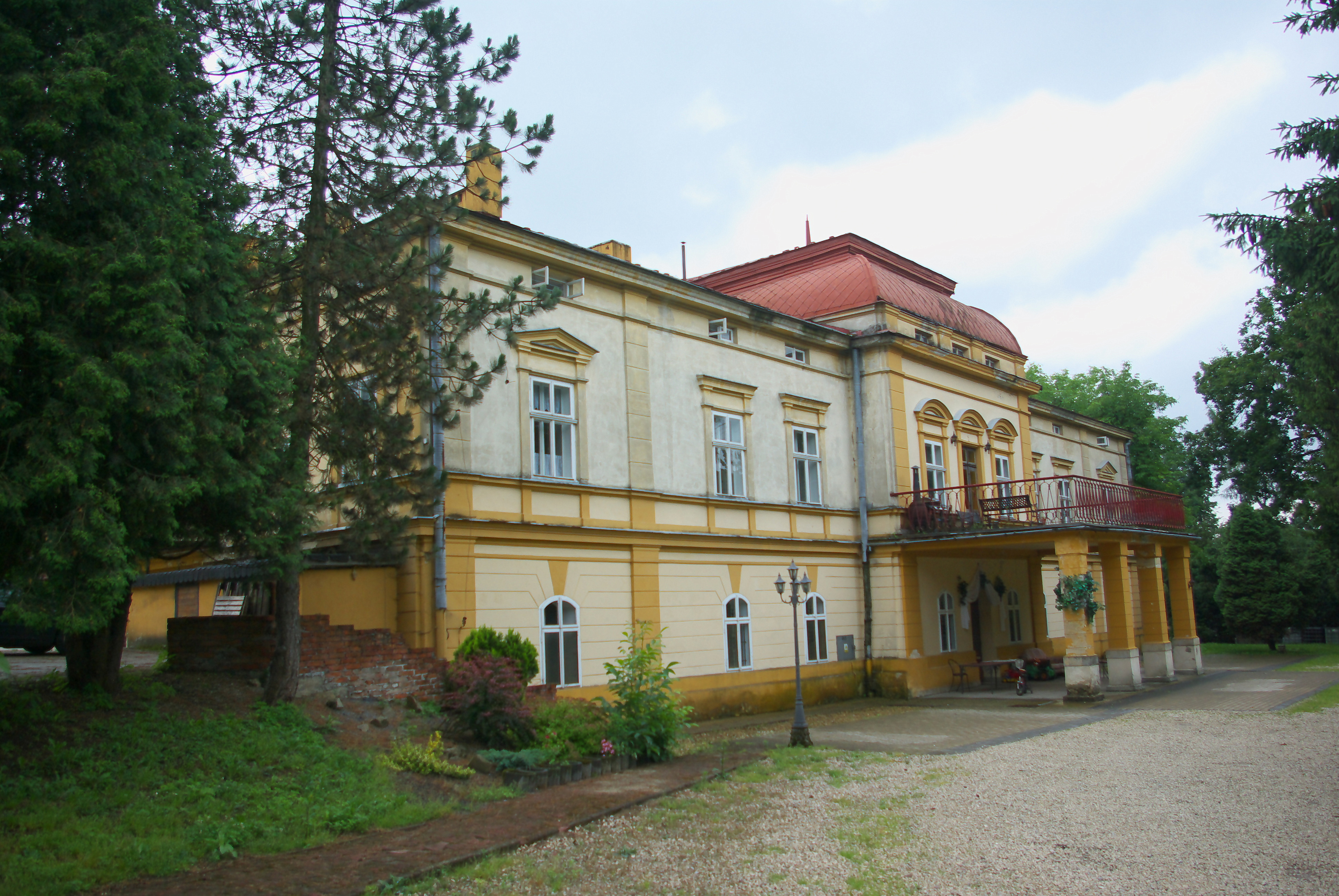
Pałac w Grabownicy

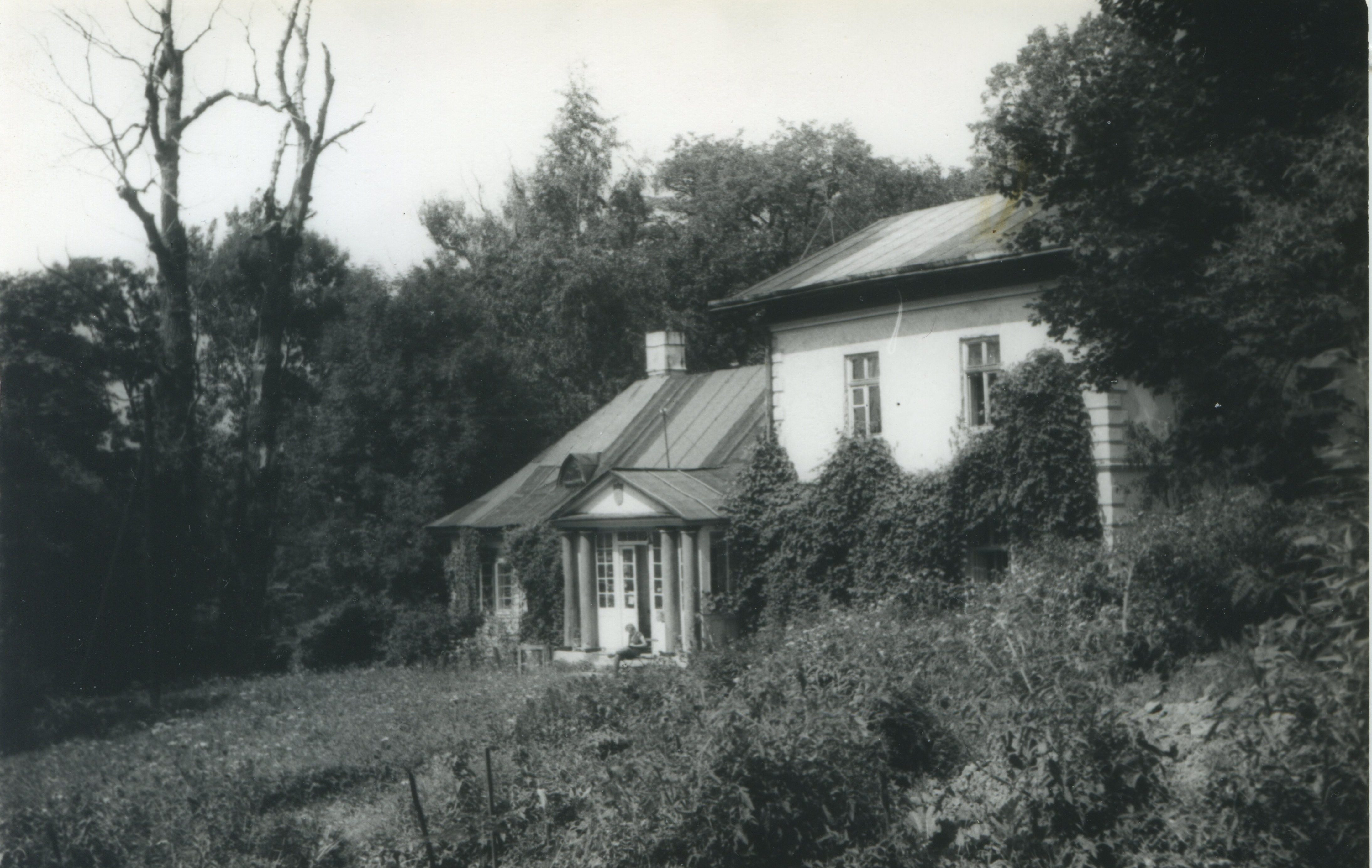
Dwór w Ladzinie

Kazimierz Ostaszewski herbu Ostoja (ur. 28 lipca 1864 we Wzdowie, zm. 23 kwietnia 1948 w Ladzinie) – polski hodowca koni wyścigowych, założyciel towarzystw hodowlanych, autor pierwszych na terenie Polski ksiąg stadnych, publicysta i kompozytor.

## Życiorys
Był synem Teofila Wojciecha i Emmy Załuskiej i bratem Adama i Stanisława Ostaszewskiego.  Po ojcu odziedziczył majątek ziemski Grabownica Starzeńska. Rozpocząwszy samodzielne gospodarowanie założył stadninę i z pasją oddał się hodowli koni. W odróżnieniu od ogółu ziemian w Galicji nie gustował w arabach, lecz upodobał sobie konie pełnej krwi angielskiej i wyścigi. Konie z jego stajni zaczęły biegać na wyścigach od 1895 r. i z czasem zajęły czołową pozycję w Galicji. Barwy Ostaszewskiego święciły sukcesy na torach we Lwowie, Krakowie, Wiedniu, Budapeszcie, Pradze, Pardubicach, Rydze i Odessie. Jego konie kupowano na reproduktory do stad państwowych i prywatnych. Wśród nabywców były m.in. Austriackie Ministerstwo Rolnictwa i Zarząd Stadnin Państwowych w Polsce.
Poza prowadzeniem stadniny i stajni wyścigowej uruchomił również fabrykę stylowych powozów w Grabownicy. Brał także czynny udział w życiu hodowlanym Małopolski. W 1895 roku założył Galicyjskie Towarzystwo Zachęty i Wzajemnej Pomocy w Chowie Koni, a w 1909 roku Towarzystwo Jazdy Konnej. Po odzyskaniu przez Polskę niepodległości ustanowił we Lwowie w 1920 r. Małopolskie Towarzystwo Zachęty do Hodowli Koni i był pierwszym jego prezesem. Wznowił też we Lwowie w 1921 roku konkursy hippiczne.
Opracował i wydał pierwsze na terenie Polski księgi stadne koni arabskich i półkrwi (m.in. dzieło: Oficjalna księga stad koni półkrwi dla Galicji i Bukowiny).
Przez szereg lat pisywał artykuły do lwowskiego „Rolnika”, „Jeźdzca i Myśliwego” i „Przeglądu Wyścigowego”. W latach 1895–1899 wydawał własny organ „Hodowca Koni”, a od 1931 roku wydawał pismo „Końska Myśl Niepodległa”.
Po matce, Emmie z Załuskich, utalentowanej pianistce, wnuczce kompozytora Michała Kleofasa Ogińskiego, odziedziczył pasję do muzyki. Skomponował szereg krótkich utworów na fortepian, które w latach 1996–1998 zostały wydane w Wielkiej Brytanii na płytach CD "Music of the Oginski Dynasty" (ed. Olympia, vol 1-2).
Po pierwszym, szybko unieważnionym i bezdzietnym małżeństwie, ożenił się powtórnie z Heleną Pio de Saint-Gilles (1876-1965), córką duńskiego profesora Jeana Frédérica Pio i Elżbiety hr. Sponneck, a wnuczką ministra finansów Danii, Wilhelma hr. Sponnecka. Z tego małżeństwa miał córkę Jolantę (1907–2002), utalentowaną skrzypaczkę. 
Przed II wojną światową mieszkał w dworze w Ladzinie, niedaleko Rymanowa. Tam też zmarł w 1948 r.